# Trilby (Roman)

Titelbild der deutschen Erstausgabe von 1896 im Verlag von Robert Lutz

Trilby ist der zweite und erfolgreichste Roman des englischen Schriftstellers George du Maurier. Die Originalausgabe in englischer Sprache erschien 1894, die deutsche Erstveröffentlichung erfolgte 1896 im Stuttgarter Verlag von Robert Lutz.
Sowohl in Großbritannien als auch in den USA entwickelte der Roman sich unmittelbar nach Veröffentlichung zu einem Verkaufsschlager. Im Vorwort zur deutschen Erstausgabe von 1896 heißt es: „Im Lauf der letzten Jahre hat wohl kaum ein Buch gleich bei seinem Erscheinen ein so außerordentliches Aufsehen erregt und sich so im Sturm die Herzen der Leser erobert, wie George du Mauriers Roman Trilby. Die amerikanische Buchausgabe wurde in wenigen Monaten in 100.000 Exemplaren abgesetzt, während gleichzeitig in London nach einander sieben Auflagen der dreibändigen Ausgabe zu 31 ½ Schilling erschienen.“
Im Laufe der Zeit wurde Svengali zum Synonym für einen Hypnotiseur im Allgemeinen und in Florida erhielt eine Kleinstadt den Namen Trilby. Ferner gibt es Lieder, Bühnenstücke und Filme, die von dem Roman inspiriert wurden oder aber zumindest einen der beiden Begriffe beinhalten. Der wohl bekannteste Film dürfte der 1931 uraufgeführte Svengali sein.

## Handlung

### Erster Teil
Im Mittelpunkt der Erzählung stehen die drei britischen Maler Taffy Wynne, Billy Bagot und Sandy McAllister alias Der Laird. Sie teilen sich ein Atelier an der Place St. Anatole des Arts im Pariser Quartier Latin. Dort erhalten sie häufiger Besuch von den Musikern Svengali und Gecko sowie der zauberhaften Trilby O’Farrell, der Titelheldin des Romans.
Abgesehen von Svengali, einem wahrhaft unausstehlichen Menschen, den die drei britischen Freunde nur dulden, weil er über ein außerordentliches musikalisches Talent verfügt, und seinem einzigen Freund Gecko, bilden sie eine sehr harmonische Gemeinschaft.
Trilby gibt sich alle erdenkliche Mühe, um den drei Freunden zu gefallen. Die drei Briten hegen mit der Zeit eine zunehmende Hochachtung für Trilby und insbesondere der kleine Billy verliebt sich bald ebenso unsterblich in sie wie sie sich in ihn. Doch ihrer Liebe ist keine Zukunft beschieden. Zwar macht er ihr wiederholt Heiratsanträge, doch sie lehnt alle ab, weil sie sich aufgrund ihrer Vergangenheit als Modell für verschiedene Künstler als unwürdig für ihn empfindet. Als sie endlich seinem Drängen nachgibt und in die Heirat einwilligt, sucht Billys Mutter das Gespräch mit ihr. Sie hält Trilby aufgrund ihrer Vergangenheit ebenfalls für ungeeignet, Billys Frau zu werden und gibt ihr zu verstehen, dass einer möglichen Heirat schon bald völlige Ernüchterung und lebenslange Reue folgen würden. So entlockt sie Trilby, die sich selbst nicht gut genug für Billy hält und nur sein Bestes will, das Versprechen, Billy nicht zu heiraten und niemals wiederzusehen.
Trilby verlässt die Stadt und lässt den kleinen Billy niedergeschlagen zurück. Bald darauf verlässt auch Billy Paris und kehrt in seine Heimatstadt Devonshire zurück, wo er fortan mit seiner Mutter und Schwester lebt. Die ehemalige Gemeinschaft ist zerfallen und sogar Svengali und Gecko sind verschwunden und erscheinen nicht mehr im Atelier, das den beiden verbliebenen Freunden nunmehr einsam und verlassen erscheint. Sie halten es darin nicht mehr lange aus und verlassen schließlich ebenfalls Paris, um zunächst gemeinsam und später jeder für sich allein die Welt zu bereisen. So endet der erste Teil des Romans.

### Zweiter Teil
Nach fünf Jahren treffen die drei Freunde sich in London wieder, wo Billy sich in einem schönen Atelier mit angeschlossener Wohnung am Fitzroy Square niedergelassen hat. Er ist inzwischen ein sehr gefragter und erfolgreicher Künstler.
Es dauert nicht lange, bis die Freunde von einer außergewöhnlichen Sängerin erfahren, die unter dem Künstlernamen La Svengali auftritt. Angeblich soll sie über die schönste Stimme verfügen, die man je von einer Sängerin vernommen hat und überall das Publikum verzücken. Durch ihr Pseudonym und aufgrund der Beschreibung ihres Aussehens denken die drei Freunde unwillkürlich an ihre frühere Freundin Trilby, weisen den Gedanken aber schon bald weit von sich, weil „ihre Trilby“ völlig unmusikalisch war.
Dennoch sind sie neugierig geworden und als sie von einem bevorstehenden Auftritt der Svengali in Paris erfahren, lassen sie sich diese Gelegenheit nicht entgehen. Zu ihrer aller Überraschung erkennen sie, dass es sich bei der überall gefeierten Sängerin tatsächlich um Trilby handelt. Sie verstehen nur nicht, wie aus der früher so unmusikalischen Trilby die inzwischen am meisten verehrte Sängerin La Svengali wurde.

Svengali hypnotisiert Trilby (links steht seine Tante Martha)

Das Geheimnis ist Svengalis Zauberkraft. Vor jedem Auftritt versetzt er Trilby in eine Art Trance und benutzt sie auf ähnliche Weise, wie man ein Musikinstrument benutzt. Es ist seine musikalische Begabung, die sich ihrer fantastischen Stimme bedient. Die hypnotisierte Trilby kann sich hingegen an keinen ihrer Auftritte erinnern und will es auch nicht glauben, als man ihr später davon erzählt.
Svengali ist ein wahrer Hexenmeister, der aus Trilby eine ebenso willen- wie ahnungslose Marionette geschaffen hat, die unter seinem Einfluss alles tut, was er will. Durch seine Zauberkraft wurde sie zur größten Sängerin ihrer Zeit, doch der wahre Meister ist Svengali. Eine Bewegung seiner Hand reicht aus, um sie vollständig zu beherrschen und alles tun zu lassen, was er will. In diesem Zustand ist sie völlig in seiner Gewalt, eine reine Gesangsmaschine.
Der Schwindel fliegt schließlich bei einem Konzert auf, bei dem Svengali aus Gesundheitsgründen nicht selbst dirigieren kann, sondern in der Loge Platz nehmen muss. Bei diesem Konzert sind auch die drei britischen Freunde im Zuschauerraum und ihre Blicke kreuzen sich mit dem Blick Svengalis, mit dem sie mittlerweile eine tiefe Feindschaft verbindet. Aus Eifersucht gegenüber dem kleinen Billy, den Trilby noch immer liebt, lässt er ihren Auftritt zum Desaster werden. Er versagt ihr seine Zauberkraft, so dass sie nicht in der Lage ist zu singen. Das Publikum gerät in Aufruhr und Svengali genießt ihre Demütigung mit einem grauenhaften, höhnischen Lächeln von seinem Logenplatz aus. Es ist seine letzte Freude, denn im nächsten Augenblick erleidet er einen Herzschlag und verstirbt. Gleichzeitig mit seinem Tod endet seine Zauberkraft und Trilby fragt sich, wie sie überhaupt auf diese Bühne kommt und was sie dort zu suchen hat. Die drei Freunde kämpfen sich zu ihr durch und kümmern sich fortan um sie.
Doch Trilby ist geschwächt und wird zunehmend kränker. Sie ist immer mehr an ihr Bett gebunden und wird von den drei Freunden, Svengalis Tante Martha und Billys reumütiger Mutter liebevoll umsorgt. Letztere ist Trilby inzwischen durch eine tiefe Zuneigung verbunden und untröstlich darüber, dass sie sie einst verkannt hatte und erfolgreich von ihrem Sohn fernzuhalten suchte.
Eines Tages fällt Trilby eine Fotografie Svengalis in die Hände. Sie starrt auf das Bild und versinkt förmlich in Gedanken, ohne ihre Umgebung überhaupt noch wahrzunehmen. Plötzlich beginnt sie genauso schön zu singen wie einst unter dem Einfluss Svengalis. Es ist ihr letztes Lied. Anschließend fällt sie auf ihr Kissen zurück und verstirbt. Auch Billy lebt nicht mehr lange und stirbt ebenfalls  jung.